# Лионский метрополитен
Лио́нский метрополите́н (фр. Métro de Lyon) — транспортная система в Лионе, Франция. Открыт в 1978 году, состоит из 4 линий, на которых расположены 44 станции. Общая протяжённость линий составляет 32,1 км. На 80 % метрополитен является подземным. Поезда в Лионском метрополитене на комбинированном шинно-рельсовом ходу. 
В отличие от других метрополитенов Франции, но так же, как и RER и SNCF, Лионский метрополитен использует левостороннее движение. Это результат несбывшихся планов соединить метро с пригородными направлениями железной дороги. Габарит подвижного состава для линий А, В и С - 2.90 м, в среднем больше, чем в других метрополитенах Европы. Габарит на линии D — 2.78 м. 

## Линии
Линии Лионского метрополитена имеют цветовые и буквенные обозначения:
| Линия | Цвет      | Дата открытия | Конечные                                                                                               |
| ----- | --------- | ------------- | --- |
| A     | Розовый   | 1978          | Перраш (Perrache) — Во-ан-Велен — Ла-Суа (Vaulx-en-Velin — La Soie)                                    |
| B     | Синий     | 1978          | Шарпен Шарпен (Charpennes) — Сен-Жени-Лаваль — Опиталь Лион Сюд (Saint-Genis-Laval - Hôpital Lyon Sud) |
| C     | Оранжевый | 1978          | Отель де Виль — Луи Прадель (Hôtel de Ville) — Кюир (Cuire)                                            |
| D     | Зелёный   | 1991          | Гар де Вэз (Gare de Vaise) — Гар де Венисьё (Garre de Vénissieux)                                      |

- Линия A соединяет исторический центр города с восточными районами и с железнодорожным вокзалом Перраш и пересекает Рону.
- Линия B проходит целиком на левом берегу Роны с севера на юг, на ней находится пересадка на вокзал скоростных поездов (TGV) Пар-Дьё.
- Короткая линия C соединяет центр города с его северной частью. В её состав вошла бывшая линия фуникулёра.
- Линия D — самая длинная и глубокая, пересекает весь город с северо-запада на юго-восток, проходя и под Роной, и под Соной. Она полностью автоматизирована, и это первая среди таких линий метро нормальной ширины колеи.
- В состав Лионского метрополитена входят также два фуникулёра, расположенных на правом берегу Соны, на холме Фурвьер.

## Режим работы
Метро открыто с 5:00 до 0:30 (кроме станции «Кюир» (Cuire), конечной на линии C, работающей только до 21:00).
Интервалы между поездами составляют 3-6 минут на линии A, 7,5 минут на линии B, 11 минут на линии C и 6-9 минут на линии D. После 21:00 интервал составляет 11 минут на всех линиях.
Эскалаторами оборудованы только линия D, пересадочная станция линий A и B «Шарпен» (Charpennes) и станция линии А «Отель де Виль» (Hôtel de Ville).

## Подвижной состав
В метрополитене эксплуатируется 4 вида поездов:
- MPL 75
- MCL 80
- MPL 85
- MPL 16

## Оплата проезда
Стоимость проезда в метро Лиона составляет € 2,10, билет действителен в течение одного часа с момента активации и может использоваться на других видах городского общественного транспорта. При покупке билета дополнительно оплачивается стоимость бумажного носителя с чипом (карточки) в размере € 0,20, который можно использовать для последующего пополнения. В продаже так же имеются проездные билеты на 24 часа стоимостью € 6,90, на 48 часов – € 13, на 72 часа – € 18. Дети до 4-х лет могут пользоваться любым общественным транспортом бесплатно, при условии, что они сопровождаются взрослым пассажиром с оплаченным билетом. Кроме этого, существуют билеты с 2-х часовым сроком действия - € 3,60 и билеты на 10 поездок.  